# Ariane Friedrich
Ariane Friedrich (Nordhausen, 1984. január 10. –) német atléta.
Kettő méter két centiméteres ugrásával a harmadik helyen zárt a 2009-es berlini világbajnokság döntőjében. Egyéni legjobbját, 2,06-ot 2009 júniusában ugrotta, ez egyben a jelenlegi német szabadtéri rekord is.

## Egyéni legjobbjai
Szabadtér
- Magasugrás - 2,06 méter

Fedett
- Magasugrás - 2,05 méter